# 美旋律 〜Best Tune Takamiy〜
『美旋律〜Best Tune Takamiy〜』（びせんりつ ベスト・チューン・たかみー）は高見沢俊彦のソロ・プロジェクト25周年を記念して2017年8月30日にユニバーサルミュージックから発売されたTakamiy初のベスト・アルバム。

## 背景
高見沢がEMIミュージック・ジャパンにて2007年に本格的なソロプロジェクトを開始して丁度10年となる節目のアルバム。高見沢は2014年に喉を壊して以降、それまでの歌い方を変え、発売当時にベストな状態で歌い直したいと感じた視点より選曲が行われ、全曲2017New Recording Versionとなっている。通常盤、ボーナスCD付2枚組の初回生産限定盤A、DVD付2枚組の初回生産限定盤Bの3形態で発売された。

## 収録曲

### CD　各盤共通
1. Fantasia～蒼穹の彼方
2. 騒音おばさん VS 高音おばさん
3. エデンの君
4. Thanks For Your Love～PartⅡ
5. 月姫
6. へびめたバケーション!～筋トレ編
7. 青空を信じているか?
8. VAMPIRE～誘惑のBlood～
9. 雷神の如く
10. 禁断の果て
11. ULTRA STEEL
12. Super Star
13. 誘惑の太陽

### 初回生産限定盤A　ボーナスCD
未発表音源（1~3）および「真夏の夜の夢（2016）：Takamiy 3days@Billboard Live TOKYO」からセレクトしたライブ音源（4~11）を収録。
1. Night of Rouge
2. 東京ロンリー・ナイト（Vocal Version）
3. ULTRA BURN
4. 2時間だけのHoneymoon（Live At Billboard TOKYO 2016）
5. 赤い糸（Live At Billboard TOKYO 2016）
6. Tokyo Lonely Night（Live At Billboard TOKYO 2016）
7. ヤマトより愛をこめて（Live At Billboard TOKYO 2016）
8. 千年ロマンス（Live At Billboard TOKYO 2016）
9. 17のときに逢いたかった（Live At Billboard TOKYO 2016）
10. ゴジラのテーマ（Live At Billboard TOKYO 2016）
11. Fiance（Live At Billboard TOKYO 2016）

### 初回生産限定盤B　DVD
未発表曲を含むミュージック・ビデオを収録。
1. Night of Rouge
2. 誘惑の太陽
3. 雷神の如く
4. ULTRA STEEL